# Црква Светог Николе у Новом Пазару
Црква Светог Николе налази се у центру града Новог Пазара, у градској четврти званој Варош-мала. Подигнута је и опремљена у другој половини 19. века. Припада Епархији рашко-призренској Српске православне цркве. 

## Изградња
Црква је грађена од 1871. године. Познати су подаци који говоре о градитељима из Македоније, Дебранима, који су били ангажовани на изградњи цркве. Архитектонски концепт припада архитектури романтичарског историзма, која је карактеристична за крај XIX и почетак XX века.  Конципирана је као монументална, подужна, базиликалнаграђевина, са тробродно решеним унутрашњим простором, куполом, галеријом на западу и троструком апсидом на истоку. Иако једноставне структуре, димензије цркве и целокупна архитектура остављају утисак монументалности. 

## Унутрашњост
Одмах по изградњи цркве, приступило се њеном опремању и украшавању. Утисак монументалности употпуњује раскошни иконостас који доминира читавим унутрашњим простором храма. Израда иконостаса поверена је породичној тајфи Ђиноски из дебарског краја.

### Иконостас
Иконостас је нарочито значајан део новопазарске цркве, који доприноси величајности простора храма и доминира ентеријером. Ово је аутентична преграда чији су сви делови сачувани су и налазе се на истим местима на којима су се првобитно налазили. Дуборезбарија иконостаса и иконе које су на њега постављене задржали су изворни изглед, а захваљујући обнови повратили су првобитни сјај.  Дуборезни украс на прегради изведен је у виду позлаћене вегетабилне орнаментике, која уоквирује сваку икону понаособ. 
Конструкција иконостаса је дрвена, резбарена и обојена. У потпуности раздваја простор наоса од  олтара. Има три зоне икона. Првој зони припадају: старозаветне представе у најнижем реду, престоне иконе, архитрав са медаљонима и три улаза са дверима. Следећу зону  представљају три реда са иконама Великих празника, проширеним Деизисом и пророцима. Завршни део сачињавају велико Распеће и пратеће иконе. 
Судећи по натписима на иконама, иконостас је завршен 1876.године и плод је активности браће Даскаловић Ђиноски: Теофила, Алексе и Василија.